# Agrodiaetus difficillima
Agrodiaetus difficillima är en fjärilsart som beskrevs av Forster 1956. Agrodiaetus difficillima ingår i släktet Agrodiaetus och familjen juvelvingar. Inga underarter finns listade i Catalogue of Life.